# Lijst van beschermd erfgoed in de gemeente Bertrange
In deze lijst van beschermd erfgoed in de gemeente Bertrange (Bartreng) zijn alle geclassificeerde nationale monumenten van de Luxemburgse gemeente Bertrange opgenomen.

## Monumenten per plaats

### Bertrange
| Object                                        | Bouwjaar/architect | Locatie | Datum beschermd?            | Coördinaten                  | Afbeelding |
| --------------------------------------------- | ------------------ | ------- | --------------------------- | ---------------------------- | ---------- |
| Terrein met resten van Gallo-Romeinse villa's |                    |         | 24.03.1987, 06.04.1987 (IS) | 49° 36' 45" NB, 6° 4' 12" OL |            |

## Bron
- Liste des immeubles et objets classés monuments nationaux ou inscrits à l'inventaire supplémentaire